# 曾維倫
曾維倫（1550年—？），字恒遜，號惇吾，江西撫州府樂安縣人，軍籍，明朝政治人物。

## 生平
嘉靖四十三年（1564年）甲子科江西鄉試第四十五名。萬曆八年（1580年）會試第八十八名，登進士第三甲第二百二十八名進士。工部觀政，九年授黄州府推官，十四年官至嘉兴府同知，二十年致仕。有《来复堂集》二十五卷。

## 家族
曾祖曾在義；祖父曾國良；父曾星，曾任學正。母羅氏；繼母何氏。永感下。